# فاي غيل
فاي غيل (بالإنجليزية: Gwendoline Fay Gale)‏ هي مديرة أكاديمية وجغرافية أسترالية، ولدت في 13 يونيو 1932 في Balaklava, South Australia ‏ في أستراليا، وتوفيت في 3 مايو 2008.